# Waaliagrüntaube
Die Waaliagrüntaube  (Treron waalia) (auch Papagei-Taube, Papageitaube, Waaliataube, Waalia-Taube, Waalie, Waalie-Taube und Waalietaube genannt) ist eine Vogelart aus der Gattung der Grüntauben (Treron).

## Beschreibung
Die Körperlänge der Waaliagrüntaube beträgt 31 bis 32 Zentimeter. Sie ist damit so groß wie die Rotschulter-Grüntaube (Treron phoenicoptera), die jedoch nur in Asien vorkommt. Das Gefieder ist auf der Oberseite blass olivgrün, auf der Unterseite des Vogels hellgelb. Kopf, Hals und Brust sind in einem hellen Graugrün gehalten. Die Schultern sind weinrot, die Füße gelb. Die Pupille des Auges wird von einem leuchtend blauen Ring umgeben, die Iris ist rot.
Weibliche Waaliagrüntauben haben die gleiche Färbung wie männliche, wenn auch ein wenig blasser. Sie sind ein bisschen kleiner.

### Unterarten
- T. w. jubaensis Benson, 1942 – Benannt nach dem somalischen Fluss Juba. Vorkommen: Somalia.

## Lebensraum
Das Verbreitungsgebiet von Waaliagrüntauben erstreckt sich von der arabischen Halbinsel (zum Beispiel die südliche Westküste Saudi-Arabiens sowie Jemen und das westliche Oman) über Ostafrika (zum Beispiel Kenia, Uganda, Äthiopien und das südliche Somalia mit der Insel Sokotra) bis nach Westafrika (zum Beispiel Togo, Ghana und Senegal). Die Population in Kuwait ist ausgestorben, der Gesamtbestand gilt jedoch, obwohl die Gesamtzahl laut einer Veröffentlichung des spanischen Vogelkundlers Josep del Hoyo aus dem Jahr 1997 leicht abnimmt, nicht als gefährdet. Vom Meeresspiegel bis unter 2400 Metern Höhe findet man Waaliagrüntauben auf großen, dicht belaubten Bäumen in der Nähe von Wasserstellen.

## Ernährung
Waaliagrüntauben ernähren sich von Beeren, hauptsächlich Feigen. Während andere Fruchttauben in freier Natur nicht unbedingt eine einzelne Fruchtart bevorzugen, wählen Waaliagrüntauben so gut wie ausschließlich die Früchte des bis circa 18 Meter hohen Feigenbaums Ficus platyphylla.

## Fortpflanzung
Nester werden hoch auf Bäumen gebaut, weit vom Stamm weg auf hoch gelegenen Ästen. Ein Gelege besteht aus maximal zwei Eiern, die nicht immer befruchtet sind und im Zeitraum Januar bis Mai bebrütet werden. Die durchschnittliche Gelegegröße besteht aus 1,4 Eiern.

## Waaliagrüntauben und der Mensch
Zum ersten Mal in einem Zoo konnte man Waaliagrüntauben 1898 im London Zoo sehen. Den ersten Zuchterfolg gab es 1975 im Vogelpark Walsrode. Zuchterfolg und Intensität der Federfarben scheinen von der Zusammensetzung der Ernährung abzuhängen. Mit Stand 28. März 2011 finden sich Exemplare in verschiedenen Zoos und Vogelparks: In Europa zum Beispiel im Vogelpark Walsrode, im Attischen Zoologischen Park im griechischen Spata (20 Kilometer östlich von Athen), im Peak Wildlife Park in Winkhill in den Staffordshire Moorlands, im Seaview Wildlife Encounter (2015 geschlossen) auf der Isle of Wight, im Five Sisters Zoo Park in Polbeth, West Lothian, Schottland und im Moskauer Zoo. Außerhalb Europas werden Waaliagrüntauben zum Beispiel im Breeding Centre for Endangered Arabian Wildlife (inzwischen nicht mehr besuchbar) in Schardscha und in den Montecasino Bird Gardens in Johannesburg gehalten sowie in verschiedenen Zoos der Vereinigten Staaten wie dem Reid Park Zoo in Tucson, dem Cincinnati Zoo and Botanical Garden in Cincinnati, dem Houston Zoo in Houston und dem San Antonio Zoo in San Antonio.
Waaliagrüntauben finden sich auf Briefmarken aus der Jemenitischen Arabischen Republik (1965 und 1966), Gambia (1966), der Elfenbeinküste (1966), Somalia (1968), Fudschaira (1969), der Demokratischen Volksrepublik Jemen (1988), Niger (2013), Togo (2013) und Oman (2014).